# Letsile Tebogo
Letsile Tebogo (Kanye, 7 giugno 2003) è un velocista botswano, campione olimpico dei 200 metri piani ai Giochi di Parigi 2024.
Con il tempo di 19"46, stabilito in occasione dei Giochi olimpici di Parigi 2024, è il quinto atleta più veloce di sempre sui 200 metri piani, nonché l'attuale primatista africano della specialità. A livello giovanile si è laureato per due volte campione mondiale under 20 dei 100 metri piani, specialità di cui detiene tutt'oggi il record mondiale di categoria con il tempo di 9"91, oltre che il record nazionale assoluto.
È inoltre il detentore della migliore prestazione mondiale dei 300 metri piani con il tempo di 30"69 e del record africano, nonché terza prestazione mondiale di sempre, della staffetta 4×400 metri con il tempo di 2'54"53 (ottenuto insieme ai connazionali Bayapo Ndori, Busang Kebinatshipi e Anthony Pesela), che è valso l'argento olimpico a Parigi 2024.
È il primo, e finora unico, atleta botswano ad avere vinto una medaglia d'oro ai Giochi olimpici.

## Biografia
È nato nel villaggio di Kanye, in Botswana, e cresciuto nella capitale Gaborone. La madre, Elizabeth Seratiwa, è morta il 18 maggio 2024, all'età di 44 anni, in seguito alle complicanze di un tumore alla mammella; in sua memoria, l'atleta ha inciso le iniziali del nome e la data di nascita (23 dicembre 1980) della madre sulle proprie scarpe da corsa.
È stato soprannominato school-boy ("scolaretto") dai suoi compagni di staffetta ai World Athletics Relays del 2021 a Chorzów, essendo il membro più giovane della squadra.
Il 28 agosto 2024, due giorni prima della sua partecipazione al Golden Gala Pietro Mennea di Roma, è stato ricevuto in udienza da Papa Francesco in Vaticano, insieme all'atleta Anna Ryžykova.

## Carriera
Dopo aver iniziato sia a giocare a calcio, sia a disputare gare di atletica leggera, nel 2020 Tebogo ha deciso di concentrarsi sulla seconda disciplina, vincendo nello stesso anno i campionati nazionali di atletica del Botswana.
Nel 2021 ha vinto l'oro nei 100 metri piani ai Mondiali under 20 a Nairobi, diventando il primo atleta del Botswana a vincere una medaglia d'oro mondiale sulla distanza.
Il 19 febbraio 2022 ha stabilito il nuovo record nazionale dei 100 metri piani ai campionati della Botswana Athletics Association con il tempo di 10"08.
Ha migliorato questo risultato due mesi dopo facendo segnare un tempo di 9"96 (+1,9 m/s) al Gaborone International Meet, stabilendo quello che sarebbe stato il nuovo record mondiale under 20 e diventando il secondo under 20 nella storia ad infrangere la barriera dei 10 secondi dopo Trayvon Bromell. Tuttavia il record mondiale non è stato ratificato in quanto prima della gara non era stato effettuato lo zero gun test. Il risultato è rimasto comunque valido come record nazionale e continentale.
Conquista la medaglia d'oro sui 200 metri piani ai campionati africani di Saint-Pierre 2022. Durante le batterie dei 100 metri piani dei mondiali di Oregon 2022 infrange ufficialmente il record mondiale under 20 facendo segnare un tempo di 9"94.
Il mese successivo a Cali, ai campionati mondiali under 20, batte nuovamente il proprio record, fermando in cronometro a 9"91 nella finale dei 100 metri. Nell'ultima parte di gara, avendo accumulato un ragguardevole vantaggio, rallenta la sua corsa e festeggia in anticipo, girandosi verso i suoi avversari e gesticolando con la mano, atteggiamento che è stato paragonato a quelli assunti da Usain Bolt nei giorni delle sue straripanti vittorie. Nella finale dei 200 metri piani degli stessi campionati vince la medaglia d'argento, battuto dall'israeliano Blessing Afrifah al fotofinish, entrambi avendo fatto registrare il tempo di 19"96. La prestazione gli vale il record africano under 20 e i due diventano rispettivamente il terzo e quarto atleta della categoria juniores nella storia in grado di infrangere i 20" sui 200 metri piani, dopo Usain Bolt e Erriyon Knighton.
Il 23 luglio 2023, durante la tappa della Diamond League di Londra, infrange il record africano sui 200 metri piani (precedentemente appartenuto a Frankie Fredericks), coprendo la distanza in 19"50 e giungendo al secondo posto, dietro a Noah Lyles. Ai mondiali di Budapest si aggiudica invece la medaglia d'argento sui 100 metri piani (sempre alle spalle di Lyles), siglando il nuovo record nazionale con il tempo di 9"88, e la medaglia di bronzo nei 200 metri piani.
Il 4 agosto 2024, in occasione della finale dei 100 metri piani maschili alle Olimpiadi di Parigi, Tebogo migliora il suo record personale (nonché record nazionale) con il tempo di 9"86, piazzandosi al sesto posto finale. Quattro giorni dopo, nella finale dei 200 metri piani maschili, vince la medaglia d'oro con un tempo di 19"46, stabilendo così sia un nuovo record personale, sia il nuovo record africano della specialità; inoltre, nell'occasione, diventa il primo atleta botswano a vincere una medaglia d'oro ai Giochi olimpici. In seguito al successo di Tebogo, il Presidente del Botswana, Mokgweetsi Masisi, ha ordinato un giorno di festa nazionale per il pomeriggio del 9 agosto. Il 10 agosto, invece, l'atleta prende parte alla finale della staffetta 4x400 metri maschile, insieme a Bayapo Ndori, Busang Kebinatshipi ed Anthony Pesela: il quartetto conquista infine la medaglia d'argento, con il tempo di 2'54"53, stabilendo al contempo il nuovo record africano.

## Record nazionali
Seniores
- 100 metri piani: 9"86 (+1,0 m/s) ( Parigi, 4 agosto 2024)
- 200 metri piani: 19"46 (+0,4 m/s) ( Parigi, 8 agosto 2024)
- Staffetta 4×400 metri: 2'54"53 ( Parigi, 10 agosto 2024) (Bayapo Ndori, Busang Kebinatshipi, Anthony Pesela, Letsile Tebogo)

Under 20
- 100 metri piani: 9"91 (+0,8 m/s) ( Cali, 2 agosto 2022)
- 200 metri piani: 19"96 (–1,0 m/s) ( Cali, 4 agosto 2022)

## Palmarès
| Anno | Manifestazione      | Sede         | Evento      | Risultato  | Prestazione | Note                                                          |
| ---- | ------------------- | ------------ | ----------- | ---------- | ----------- | ------------------------------------------------------------- |
| 2021 | World Relays        | Chorzów      | 4×100 m     | Batteria   | 39"55       |                                                               |
| 2021 | Mondiali U20        | Nairobi      | 100 m piani | Oro        | 10"19       |                                                               |
| 2021 | Mondiali U20        | Nairobi      | 200 m piani | Argento    | 20"38       |                                                               |
| 2022 | Campionati africani | Saint-Pierre | 200 m piani | Oro        | 20"26w      | [ 20 ]                                                        |
| 2022 | Campionati africani | Saint-Pierre | 4×100 m     | Finale     | dq          |                                                               |
| 2022 | Mondiali            | Eugene       | 100 m piani | Semifinale | 10"17       | [ 21 ]                                                        |
| 2022 | Mondiali U20        | Cali         | 100 m piani | Oro        | 9"91        | Record nazionale                                              |
| 2022 | Mondiali U20        | Cali         | 200 m piani | Argento    | 19"96       | Record dei campionati · Miglior prestazione africana under 20 |
| 2023 | Mondiali            | Budapest     | 100 m piani | Argento    | 9"88        | Record nazionale                                              |
| 2023 | Mondiali            | Budapest     | 200 m piani | Bronzo     | 19"81       |                                                               |
| 2024 | World Relays        | Nassau       | 4x400 m     | Oro        | 2'59"11     |                                                               |
| 2024 | Campionati africani | Douala       | 100 m piani | Semifinale | dns         | [ 22 ]                                                        |
| 2024 | Campionati africani | Douala       | 4×100 m     | Finale     | dnf         | [ 23 ]                                                        |
| 2024 | Giochi olimpici     | Parigi       | 100 m piani | 6°         | 9"86        | Record nazionale                                              |
| 2024 | Giochi olimpici     | Parigi       | 200 m piani | Oro        | 19"46       | Record africano                                               |
| 2024 | Giochi olimpici     | Parigi       | 4×400 m     | Argento    | 2'54"53     | Record africano                                               |

## Altre competizioni internazionali
2023
- Oro all'Athletissima ( Losanna), 200 m piani - 20"01 (−1,4 m/s)

2024
- Oro all'Herculis ( Monaco), 200 m piani - 19"87 (+0,6 m/s)
- Oro all'Athletissima ( Losanna), 200 m piani - 19"64 (+0,9 m/s)
- Oro al Kamila Skolimowska Memorial ( Chorzów), 200 m piani - 19"83 (+0,6 m/s)
- Oro al Golden Gala Pietro Mennea ( Roma), 100 m piani - 9"87 (+0,3 m/s)
- Oro al Weltklasse Zürich ( Zurigo), 200 m piani - 19"55 (+0,4 m/s)
- Argento al Memorial Van Damme ( Bruxelles), 200 m piani - 19"80 (+0,7 m/s)

2025
- Bronzo alla Shanghai Diamond League ( Shaoxing), 100 m piani - 10"03
- Oro al Doha Diamond League ( Doha), 200 m piani - 20"10 (+0,7 m/s)
- Oro al Prefontaine Classic ( Eugene), 200 m piani - 19"76
- Argento all'Herculis ( Monaco), 200 m piani - 19"97

## Riconoscimenti
- Atleta mondiale dell'anno (2024)
- Atleta mondiale dell'anno - Pista maschile (2024)